# Házi ló
A ló (Equus caballus) az emlősök (Mammalia) osztályának a páratlanujjú patások (Perissodactyla) rendjéhez, ezen belül a lófélék (Equidae) családjához tartozó faj. A törzsfejlődés során kialakult ló ma már csak háziasított vagy háziasítottból visszavadult formáiban ismert. Legközelebbi rokona a vadló (Equus ferus). A háziasított alfajt házi ló névvel különböztethetjük meg (Equus ferus caballus).

## A ló háziasításának története

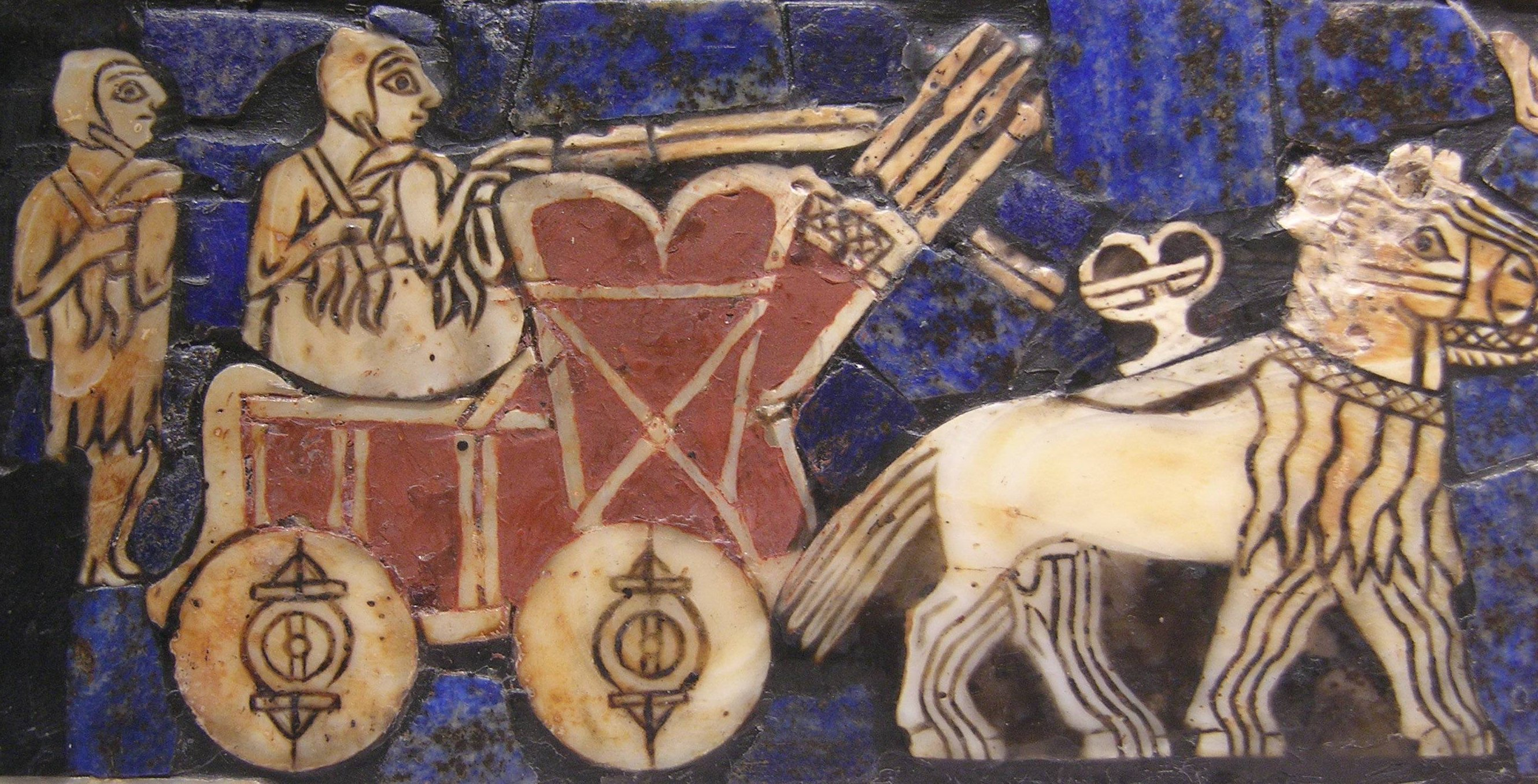
Sumer harci szekér Ur városából (i. e. 2500 körül)

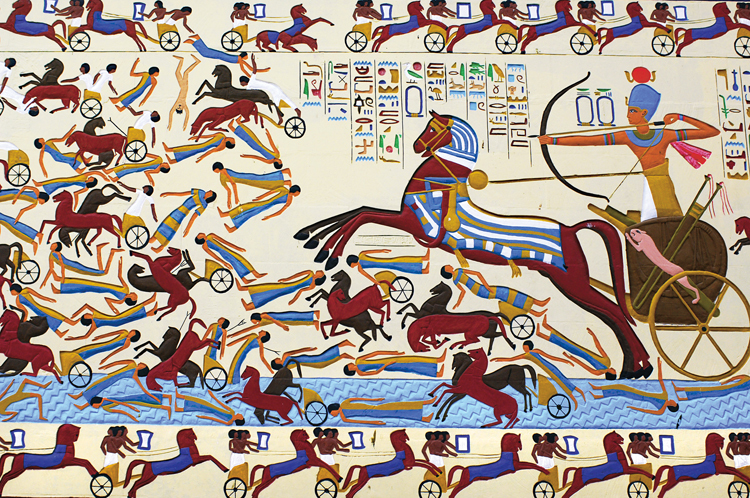
Hükszosz harcos Egyiptomban i. e. 1800 körül)

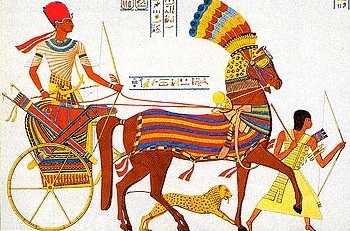
Alsó-Egyiptom – Fáraó harci szekéren, a ló alatt egy gepárd fut

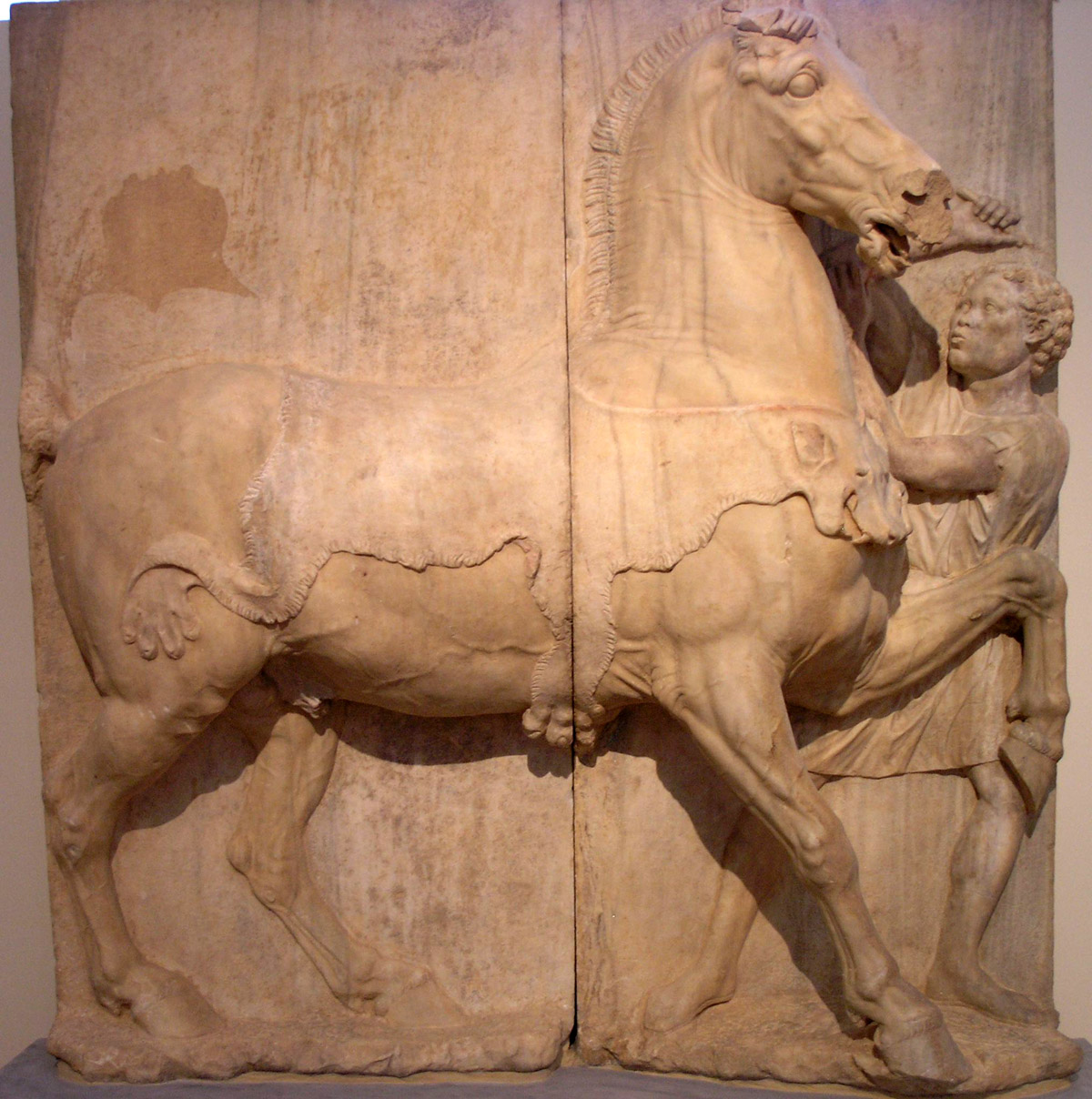
Etiópia kb. i.e. 4. század – nyereg helyett állatbőr van a ló hátán

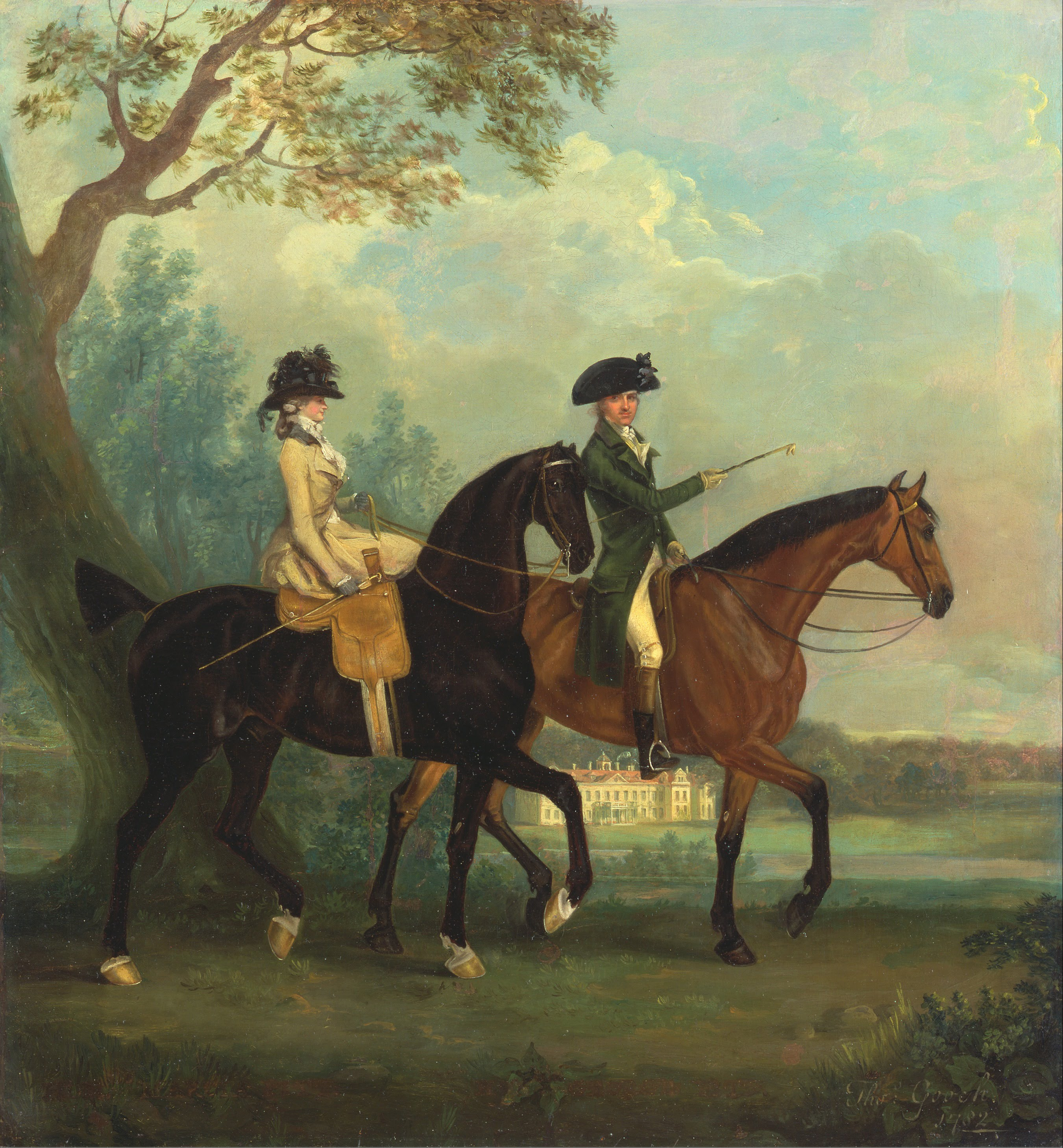
A hölgyek oldalvást ülték meg a lovat, hosszú szoknyájuk miatt. (1782)

A ló háziasítása a korai civilizációk idején, nagyjából 4000-4500 évvel ezelőtt, Közép-Ázsiában kezdődött (botaji kultúra), majd a mai Dél-Oroszország, illetve Mezopotámia területén folytatódott. Eleinte a lovat, mint haszonállatot tartották a húsáért és a tejéért. A nomád lótartók hamarosan rájöttek, hogy lovon szállíthatják felszerelésüket, elkezdték tehát málhás lovakként használni őket. Nyugat- és Közép-Európában körülbelül 700 óta, a vaskortól használják a lovat hátas állatként, szállításra, vadászatokhoz, a háborúkban, csatározásokban harci szekerek húzójaként. Az első kifejezetten harci szekerek a mezopotámiai sumer államokban jelentek meg legkésőbb az i. e. 3. évezred elején.

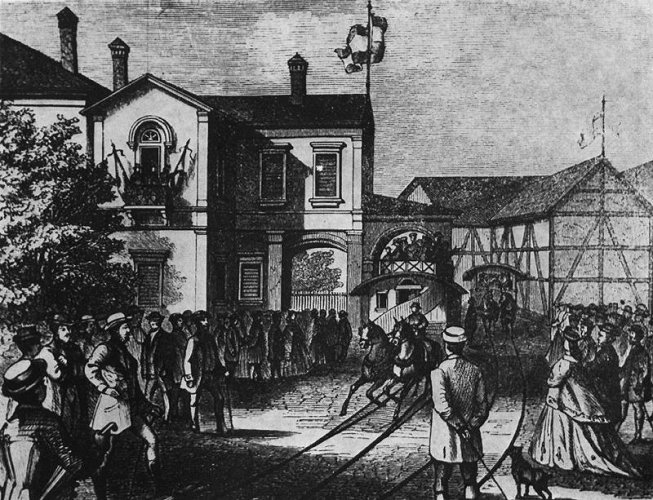
Az újpesti lóvasút 1866-os megindulása Budapesten (balra a „Bagolyvár”)

Az i.e. 1800 utáni években a hurrik is harci szekereket használtak, a történetírók szerint ezek négyes fogatok voltak. A szelekciós nemesítés tudományát a hurri néphez kötik, amely tudomány azután így került át a Közel-Keletre.
Egyiptomot az i. e. 1782 és 1570 közötti években egy kis-ázsiai harcias nép, a hükszoszok igázták le, akik Palesztinán és a Sínai-félszigeten keresztül érkeztek Egyiptomba. A hükszoszok harci szekerekkel és az addig Egyiptomban ismeretlen lovakkal érkeztek, fejlett bronzeszközöket és fegyvereket használtak. Az addig ismeretlen állatok meghonosodtak és hamarosan tenyészteni kezdték őket.
A lótenyésztést főként Egyiptomban, Babilóniában, Izraelben és a Távol-Keleten űzték a legjobban, számos lófajtát használtak már ekkor is, aszerint, hogy milyen célra akarták használni őket. Az i.e. 4. században Szicília volt a lovasvilág középpontja, itt élt Xenophón, aki a hippológiát megalapozta. Szenvedélyes lovas és lótartó volt az i. e. 430-354 között élt hadvezér, aki "A lovaglás művészetérõl" című munkájában ismerteti a lovaglás és a lótenyésztés fortélyait, logikusan rendszerezett, tudományos megalapozottsággal. 
A lovak fontos szerepet játszottak a hírközlésben is, az első ilyen rendszert a világon a perzsák építették ki először. Ez egy olyan kommunikációs rendszer volt, amelyben egymástól egynapi lovaglásra lévő őrhelyek álltak. Ezt az utat I. Dárajavaus építtette ki és királyi útnak nevezték, a lüdiai Szardeisz városától Szúzán, Paszargadain át vezetett keletre, Perszepoliszig.
A lovat igazi harci lóvá Nagy Sándor makedón király tette, aki csatáiban a lovashadsereget részesítette előnyben a gyalogsággal szemben. Legendás harci lovát Bukephaloszt saját maga szelídítette meg.
Az arabok a lovat isten áldásának tekintették, Mohamed próféta kedvenc lova az Al Khamsa beduin paripa volt, amelyre az volt jellemző, hogy a sivatagban nagyon sokáig bírja víz nélkül. Az iszlám térhódításában nagy szerepet játszott a kitartó lovakkal felszerelt hadsereg. Ebben az időszakban a lótenyésztés is virágzott keleten és ekkor alakultak ki az igazi arab lófajták. Az iszlám hadseregek hódító hadjárataik során eljutottak egészen a kínai nagy falig és hódítási területeiken mindenhol elterjesztették a lovak szeretetét és használatát.
Európában a lótenyésztés a reneszánsz korszakban a 15.-16. században teljesedett ki. Nemcsak háborús célokra használták a lovakat, hanem a művészetekben is megjelent. A királyi udvarokban, különösen  Franciaországban, már oktatták a lovaglást férfiaknak és nőknek egyaránt. A lovaglás valóságos művészetté vált, az Ibériai-félszigeten pedig megalakult a spanyol lovasiskola. Az Andalúz lovak eredete is nagyon ősi, a Kr. e. 4000-ben készült barlangrajzok tanúsága szerint az andalúzok őseit már ebben az időszakban is lovagolták, ami a történelmi kutatások jelenlegi állása szerint azt jelenti, hogy ezeket a lovakat használták a világon először hátasként. A fajta, amely a Guadalquivir folyó vidékén alakult ki, egyes elméletek szerint a tarpán eredetű sorraia póni, az arab és a berber leszármazottja. Bizonyítható, hogy az andalúzt már Julius Caesar korában is idegen vértől mentesen tenyésztették. A spanyol ló számos uralkodót elbűvölt. Az andalúz szerelmese volt Caligula római császár, Oroszlánszívű Richárd, Nagy Frigyes és Napóleon is. Emellett szinte minden királyi és nemesi udvarnak elengedhetetlen résztvevője volt a spanyol ló vagy valamely olyan fajta, melyben spanyol vér is csörgedezik. Eredetük a 8. századra a mór időkre vezethető vissza. Az Ibériai-félszigetre került berber lovak és a helyi spanyol lovak keresztezéséből alakult ki. Más vélemények szerint ezek a lovak az egykori numídiai-kárthágói lovak utódai.
A reneszánsz korban tovább élt a katonai lovak harcászati erejében levő lehetőségek kiaknázása. A ló stratégiai pozíciót töltött be, létrejött a huszárság, amelynek kialakulásában a magyarok meghatározó szerepet játszottak. Az első császári magyar huszárezredet 1688. december 10-én állították fel, és Nagy Frigyes uralkodása alatt emelkedett fénykorára. A lovak katonai felhasználása tovább folytatódott azzal, hogy a tüzérség alkalmazta őket a lövegek megfelelő helyre szállításához. A második világháborúban ezt a feladatot tüzérhámos lovakból álló négyes vagy hatosfogatok látták el.
Az ipari forradalom idején a szállítási feladatokat, mind a személy vagy a teherszállítást illetően, az igáslovak erejére alapozták. A vasút-társaságok voltak a legnagyobb lófelhasználók több, mint egy évszázadon keresztül. Lovak szállították a szenet, vasércet, nyersanyagokat és a lakosság számára az élelmiszert. Dolgoztak a bányákban is és a személyszállításban is nagy szerepet játszottak.

## Jellemzők
A házi ló anatómiailag a vadlóval azonos, azonban a háziasítás és a különböző használati funkciók miatti fajtakialakítás okán eltérő testfelépítéssel rendelkezik, mely fajtánként más és más küllemet eredményezhet.

## Hasznosítása
- Fogatlovak
- Hátaslovak
- Sportlovak
- Nehézigás lovak
- Kocsiló
- Cob
- Pólópóni
- Versenylovak
- Vadászpóni

## Elnevezések
- Hátas lovak: Azt a házi lovat, amelyet nyereg alatt használnak, nyergeslónak vagy paripalónak nevezik. A nyereg alatti használat különböző lehet, ezért léteznek vadász-, verseny-, katona-, úri-, női-, gyermek- és málháslovak is.